# دوغانيلية
دوغانيلية (الاسم العلمي: Duganella) هي جنس من البكتيريا، سلبية الغرام، تتبع فصيلة الجرثوميات حامضية.